# بيان في لغة اللاهوت
بيان في لغة اللاهوت هي سلسلة كتب من سبعة أجزاء للكاتب العالمي إبراهيم الكوني يتناول فيها موضوعات وجودية تتمثل في الحضارة الأولى التي كانت نواة الحضارة البشرية ومهدها، واللغة البدئية التي انبثقت منها اللغات الحية والميتة على حد سواء، وقد أدرك إبراهيم الكوني أن إتقان اللغات ضروري لفهم اللغة الأم القديمة فتعمق في دراسة لغات عديدة وتبحر في التاريخ وخصوصا تاريخ الديانات والأدب والفلسفات، وتعلم لغات عديدة، حيث يجيد تسع لغات. ويرى أن هذه السلسلة لو ترجمت إلى لغات حية غير العربية، لأحدثت ثورة كبيرة، والسبب في عدم ترجمتها أن الذين يعرفون اللغة العربية لا يعرفون الفلسفة ولا يعرفون اللغات الأخرى السومرية واليونانية القديمة، وأولئك الذين يعرفون هذه الفلسفات لا يعرفون اللغة العربية.

## أجزاء السلسلة
- - بيان في لغة اللاهوت، لغز الطوارق يكشف لغزَي الفراعنة وسومر (موسوعة البيان) 2001 م:
  - - بيان في لغة اللاهوت (موسوعة البيان) جزء 1 أوطان الأرباب 2001 م.
  - - بيان في لغة اللاهوت (موسوعة البيان) جزء 2 أرباب الأوطان 2001 م.
  - - بيان في لغة اللاهوت (موسوعة البيان) جزء 3 أرباب الأوطان 2001 م.
  - - بيان في لغة اللاهوت (موسوعة البيان) جزء 4 (المقدمة في ناموس العقل البدئي).
- - ملحمة المفاهيم لغز الطوارق يكشف لغزي الفراعنة وسومر:
  - - ملحمة المفاهيم لغز الطوارق يكشف لغزي الفراعنة وسومر جزء 1 (بيان في لغة اللاهوت) جزء 5، 2003 م.
  - - ملحمة المفاهيم لغز الطوارق يكشف لغزي الفراعنة وسومر جزء 2 (بيان في لغة اللاهوت) جزء 6، 2005 م.
  - - ملحمة المفاهيم لغز الطوارق يكشف لغزي الفراعنة وسومر جزء 3 (بيان في لغة اللاهوت) جزء 7، 2006 م.

## أولو اللغة والحضارة الأقدمتين
اللغة الأم التي أسماها إبراهيم الكوني «اللغة البدئية» في موسوعته «بيان في لغة اللاهوت» هي لغة الحرف الساكن الواحد التي بحث عنها علماء اللغات دوما إيمانا منهم أنها أصل اللغات، وهي اللغة التي نحتت المفاهيم المجردة من واقع التجربة الحسية، وفيها تشكل الحروف الساكنة كلمات ذات دلالة محددة، في حين يمثل العديد من السواكن في ما نظنه كلمة دور جملة كاملة في عرف هذه اللغة. وهذه الخصائص لا توجد في أي لغة من لغات العالم سوى لغة الطوارق كما يؤكد إبراهيم الكوني.

وعن الحضارة الأقدم جاء في الجزء السابع من السلسلة:
| بيان في لغة اللاهوت | آزجر هو الاسم الذي يطلقه أهل الصحراء الكبرى على الوطن الذي يشكل قلب هذه القارة مكونا النواة التي كانت مهد الحضارة الإنسانية كما أثبتت الحفريات الأثرية، والمكتشفات الفنية الثرية المزبورة على جدران السلاسل الجبلية مثل تاسيلي وتادرارات وجبل العوينات مكونة أقدم متحف تاريخي للفنون التشكيلية في العالم وأكثره موسوعية وملحمية بحيث لو قرئ على النحو الذي قرئت به نقوش حضارة كالحضارة المصرية لكشف البرهان لا علاقة الحميمة بين الحضارتين وحسب، ولكن على أسبقية حضارات الصحراء الكبرى على حضارة مصر القديمة ومن بعدها حضارات العالم القديم برغم أن العقل اليوناني لم يبخل بمثل هذه البراهين. | بيان في لغة اللاهوت |

ويتابع الكوني حديثة عن الحضارة الأقدم: 
| بيان في لغة اللاهوت | تعد حضارة الجرمنتيين وهي آزجر الحضارة التي ينتمي إليها أول إنسان عرفه التاريخ كما تقول المصادر ، وقد تشتت جزء من الجرمنتيين هذه القبيلة البدئية الكبرى ، وانتقل إلى وادي النيل شرقا ، وبلاد الرافدين ( سومر ) ، وإلى اليونان وبلاد اللاتين شمالا مؤسسا لأكبر شتات عرفه التاريخ . وقد اعترف اليونانيون بانتمائهم إلى الجرمنتيين جغرافيا و عرقيا ، ولم ينكروا هذا الانتماء ثقافيا أيضا من خلال اعترافهم باستعارتهم لديانتهم ولآلهتهم وعلى رأسهم الربة «أثينا» التي هي «تانيت» الصحراوية ، كما يؤكد هيرودوت ، وإذا كان الأمر كذلك ، فإن المصريين قد فعلوا ذلك أيضا على طريقتهم ، أعني من خلال شعائرهم التي لم تعترف بغير الغرب وطنا في صلوات دنياهم كما في ابتهالات مماتهم كما ورثناها في متون الأهرام المسماة بلغة التكوين (( برت أم هرو )) التي تعني ((الطريق إلى حرم الإله هرو )) وهو مكان جليل يقع في صحراء تاسيلي كان كهنة آزجر قد اتخذوه حرما لإله الآلهة الصحراوي ((هرو)). | بيان في لغة اللاهوت |

ويورد إبراهيم الكوني الأدلة العلمية والأثرية على أن الصحراء الكبرى كانت مهد الحضارات حيث يقول:
| بيان في لغة اللاهوت | الاكتشافات الأثرية برهنت على هوية الصحراء الكونية البدئية كمهد للوجود البشري على اليابسة من خلال الجمجمة ذات السبعة مليون عام، ومن خلال الأدلة العلمية الأخرى التي أكدت على حقيقتها كبؤرة انطلقت منها الهجرات إلى كل القارات؛ وعل آخر هذه الاكتشافات هو علم الجينات الذي برهن على الهوية الإفريقية حتى للإنسان الصيني! | بيان في لغة اللاهوت |

## اقتباسات
| بيان في لغة اللاهوت | ( الزمن: عربية، طارقية، بدئية) الزمان تركيب من زاي الكينونة بالإضافة إلى كلمة «إمان» الدالة في لغة البدايات على مفهوم النفس التي كثيرا ما تتداخل مع مفهوم الروح في جل اللغات. ومدلول التركيب النهائي للغز الزمان في طوره البدئي هو: «كيان النفس» أو «ظفيرة الروح» . وهو مضمون يطابق اسم هذه الأحجية «الزمان» في لغة بدئية أخرى هي الألمانية في zeit، لأن الزاي تؤدي هنا ذات الدور الدال على الكيان، والتاء تأنيثية من ناحية، ولكنها دالة على معنا آخر مستعار من ربة التأنيث «أم العالم» التي تعني أيضا معنى «الروح». وهو مدلول نابع من وظيفة الربة «تانيت» كمبدعة للعالم حسب الأساطير الكوسموغونية سواء عند أهل الصحراء الكبرى، أو قدماء المصريين، أو السومريين. وهكذا يصير التركيب الألماني الدال على لغز الزمان هو: «كيان الروح» الذي يرادف المعنى المبثوث في العربية حرفيا. | بيان في لغة اللاهوت |

| بيان في لغة اللاهوت | (سين (Sin): جرمانية، طارقية، مصرية، بدئية) حمولة السين ترد في لغات أخرى ذات الجذر البدئي هي اللغات الجرمانية. ففي الألمانية نجدها في كلمة " Suende" ( الأصل في الكلمة sn، وما الدال سوى إضافة) . أما في الإنجليزية فتتجلى بوضوح أكبر عندما يوصم الإثم بكلمة Sin المرادفة للصيغة البدئية حرفا ومعنى. ذلك أن كلمة سين في لغة الطوارق إنما تعني حرفيا «إثنان» . والتثنية كما حللنا سلفا هي البرهان البدئي على الخطيئة الأولى. وفي المصرية القديمة تدل كلمة سين على الأخ، أو القرين. ومبدأ الأخوة (أو الاقتران إجمالا) ما هو إلا ازدواج، أو تثنية، أي خطيئة أيضا. | بيان في لغة اللاهوت |